# Jürgen Tschan
Jurgen Tschan (Mannheim, 17 febbraio 1947) è un ciclista su strada, pistard e dirigente sportivo tedesco, professionista dal 1969 al 1977, vincitore della Parigi-Tours del 1970.

## Carriera
Passò ai dilettanti nel 1967, e nel 1968 partecipò alle olimpiadi con la Germania.
Nel 1970 è diventato il primo tedesco a vincere la classica Parigi-Tours; nel 1971 vinse il campionato tedesco su strada. Nel 1972 e nel 1973 partecipò anche al Tour de France e lo concluse con un 45º e un 37º posto in classifica generale. Successivamente è passato al ciclismo su pista e ha  vinto 8 sei giorni.

## Palmarès

### Strada
- 1970 (Hertekamp-Magniflex, una vittoria)

Parigi-Tours
- 1971

Grand Prix de Saint-Tropez
Campionato tedesco di ciclismo su strada
- 1972

Giro di Francoforte
- 1973

Giro di Francoforte

### Pista
- 1970

Sei giorni di Berlino (con Klaus Bugdahl)
Sei giorni di Francoforte (con Sigi Renz)
- 1972

Sei giorni di Francoforte (con Leo Duyndam)
- 1974

Sei giorni di Monaco (con Wolfgang Schulze)
- 1977

Sei giorni di Dortmund (con Dietrich Thurau)
Sei giorni di Francoforte (con Dietrich Thurau)

## Piazzamenti

### Grandi giri
- Giro d'Italia

1971: ritirato
- Tour de France

1972: 45º
1975: 37º
- Vuelta a España

1974: ritirato

### Classiche monumento
- Milano-Sanremo

1974: ritirato
- Giro delle Fiandre

1972: 26º
1973: 34º
- Parigi-Roubaix

1974: 36º